# Saurauia distasosa
Saurauia distasosa är en tvåhjärtbladig växtart som beskrevs av Pieter Willem Korthals. Saurauia distasosa ingår i släktet Saurauia och familjen Actinidiaceae. Inga underarter finns listade i Catalogue of Life.